# 天主教普愛學校
天主教普愛學校（英語：Poo Ai Catholic Primary School）（1959年 - 2008年），是香港昔日一所政府資助之全日制小學，校舍現改為明愛社區書院 - 紅磡。

## 校政管理
歷任校監
- 史達生 神父[1]
- 顧厚德 神父
- 關傑棠 神父
- 林嘉偉 神父[2]
- 梁達材 神父
- 馬偉良 神父

歷任校長
- 黃國賢 先生[3]
- 史達生 神父[1]
- 陳錦濤 先生（上午校）[4]
- 林月霞 女士（上午校）[5]
- 史美融 先生（下午校[6]；1972年至1994年）
- 馮意方 女士

歷任副校長
- 衞金麟 先生[3]

## 校史
天主教普愛學校由首任校監比利時天主教聖母聖心會史達生神父（Rev. Ernest Stassen）於1959年創辦。學校附設紅磡聖母堂，有個十八個課室，分為上、下午校上課。
1985年9月交由天主教香港教區接掌辦學權，2004年上、下午校合併為全日制學校。
2005年三月教育局通知該校翌年九月不獲派小一學位。
普愛學校結校感恩祭於2008年6月5日舉行，2008年8月1日，普愛學校正式結束辦學，完成它的教學使命。
至於此校未畢業學生，則分別由同區九龍城區的天主教教區/修會屬下小學——獻主會小學、獻主會聖馬善樂小學及天主教領島學校接收。

## 著名/傑出人物

### 前任教師
- 馬月霞：前南區區議會主席，1973-99年間出任黃竹坑天主教小學校長[12]

### 校友
- 陳仲維：香港游泳代表隊前成員（1976年下午校畢業）
- 葉曉影：無綫電視特約演員、電影/獨立電影特約演員、香港電影美術學會會員（1996年下午校畢業）
- 李添勝：電視劇監製
- 張建宗：前政務司司長
- 吳家樂：藝人
- 吳香倫：藝人（1970年代初）

## 另見
- 紅磡聖母堂，學校附設的天主教教堂。
- 天主教普照中學，由聖母聖心會史達生神父創立的中學，位於油塘。
- 普愛堂，聖母聖心會曾經在中國天津、上海等城市所設立的辦事處

## 相關網頁
- 天主教普愛學校Facebook專頁
- Poo Ai Catholic Primary School 天主教普愛學校（互聯網檔案館）